# Spazio epidurale
Lo spazio epidurale (o peridurale) è la zona del canale vertebrale compresa tra il legamento giallo e la dura madre. Contiene tessuto adiposo, vene e arterie di piccolo calibro, vasi linfatici e sottili fasci di fibre collagene, detti legamenti meningo-vertebrali.

## Clinica
L'anestesia epidurale viene eseguita iniettando anestetici locali e/o altri farmaci quali oppiacei nello spazio epidurale, direttamente o tramite piccoli cateteri che possono essere mantenuti in sede anche per tempi prolungati. A seconda dello spazio intervertebrale interessato, è possibile praticarla su tutti i metameri della colonna vertebrale.
Si differenzia dall'anestesia subaracnoidea o spinale; essa viene per lo più praticata negli spazi intervertebrali lombari, per minimizzare il rischio di danneggiare il midollo spinale, che termina a livello di L1-L2.